# Ormetica latania
Ormetica latania är en fjärilsart som beskrevs av Druce 1890. Ormetica latania ingår i släktet Ormetica och familjen björnspinnare. Inga underarter finns listade i Catalogue of Life.